# Felsrelief am Kızıldağ
Koordinaten: 37° 30′ 21″ N, 33° 4′ 10″ O

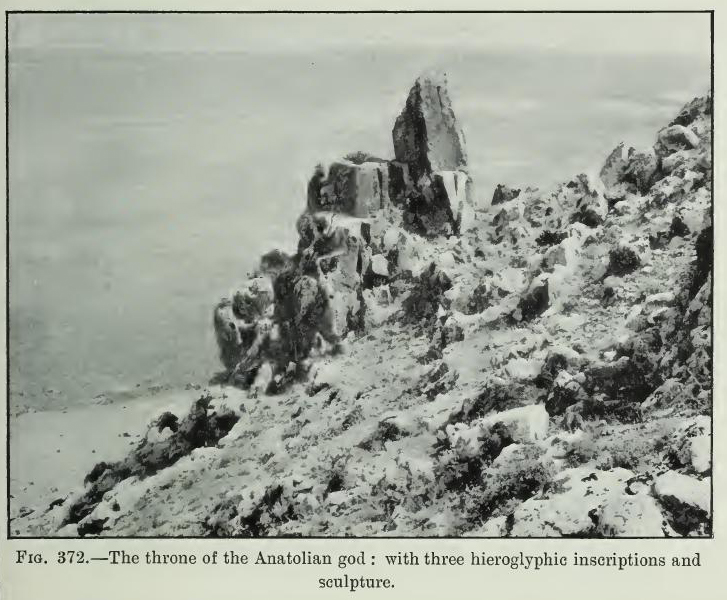
Felsnadel mit Relief, Photo von Gertrude Bell, 1909

Das Felsrelief am Kızıldağ ist ein späthethitisches Relief in der Südtürkei. Dazu gehören drei Felsinschriften in luwischen Hieroglyphen sowie ein etwa 150 Meter entfernter Kultplatz mit einer weiteren Inschrift.

## Lage
Im Süden der heutigen Türkei lag zur Zeit des hethitischen Großreichs die zeitweise zum Reich gehörende Region Tarḫuntašša, deren Herrscher sich als Großkönige bezeichneten. Auf dem Gebiet von Tarḫuntašša entstand nach dem Zusammenbruch des Großreichs im 12. Jahrhundert v. Chr. das neo-hethitische Königreich Tabal, dessen Herrscher Hartapu war, der sich ebenfalls als Großkönig titulierte. Ihm werden die Felsreliefs beziehungsweise -inschriften von Burunkaya, Karadağ und Kızıldağ zugerechnet. Das Massiv des erloschenen Vulkans Karadağ liegt etwa 25 Kilometer nördlich der heutigen Provinzhauptstadt Karaman. Auf einem seiner Gipfel, dem Mahalıç Tepesi, findet sich die Karadağ-Inschrift. Nochmals 15 Kilometer nördlich, im Bezirk Çumra der Provinz Konya, ragt aus der Ebene zwischen den meist ausgetrockneten Seen Acıgöl und Hotamış Gölü beim Dorf Adakale ein Felskegel empor, der 1140 Meter hohe Kızıldağ (nicht identisch mit dem Kızıldağ bei Madenşehri/Binbirkilise, einem Parasitärvulkan des Karadağ). An seiner Westflanke steht auf etwa halber Höhe eine einzelne Felsnadel mit einem heute zum Teil zerstörten Plateau, an der das Relief mit den drei Inschriften Kızıldağ 1, 2 und 3 eingraviert ist. Etwa 150 Meter südöstlich befindet sich in Sichtweite eine altarartig bearbeitete Steinformation mit der Inschrift Kızıldağ 4. Von beiden Stellen aus besteht Sichtverbindung zum Kultplatz mit der Inschrift auf dem Karadağ.

## Forschungsgeschichte
Die Werke wurden am 8. Juni 1907 von William Ramsay auf seiner Türkeireise mit Gertrude Bell entdeckt und von beiden dokumentiert und 1909 publiziert. Ihnen folgten bis heute zahlreiche Forscher. Veröffentlichungen erschienen unter anderem von Hans Gustav Güterbock 1939, Sedat Alp 1965 und Hatice Gonnet 1981. John David Hawkins nahm die Inschrift 2000 in sein Corpus of Hieroglyphic Luwian Inscriptions auf. Horst Ehringhaus beschrieb das Monument schließlich 2014 in seiner Sammlung späthethitischer Felsreliefs und -inschriften.

## Beschreibung

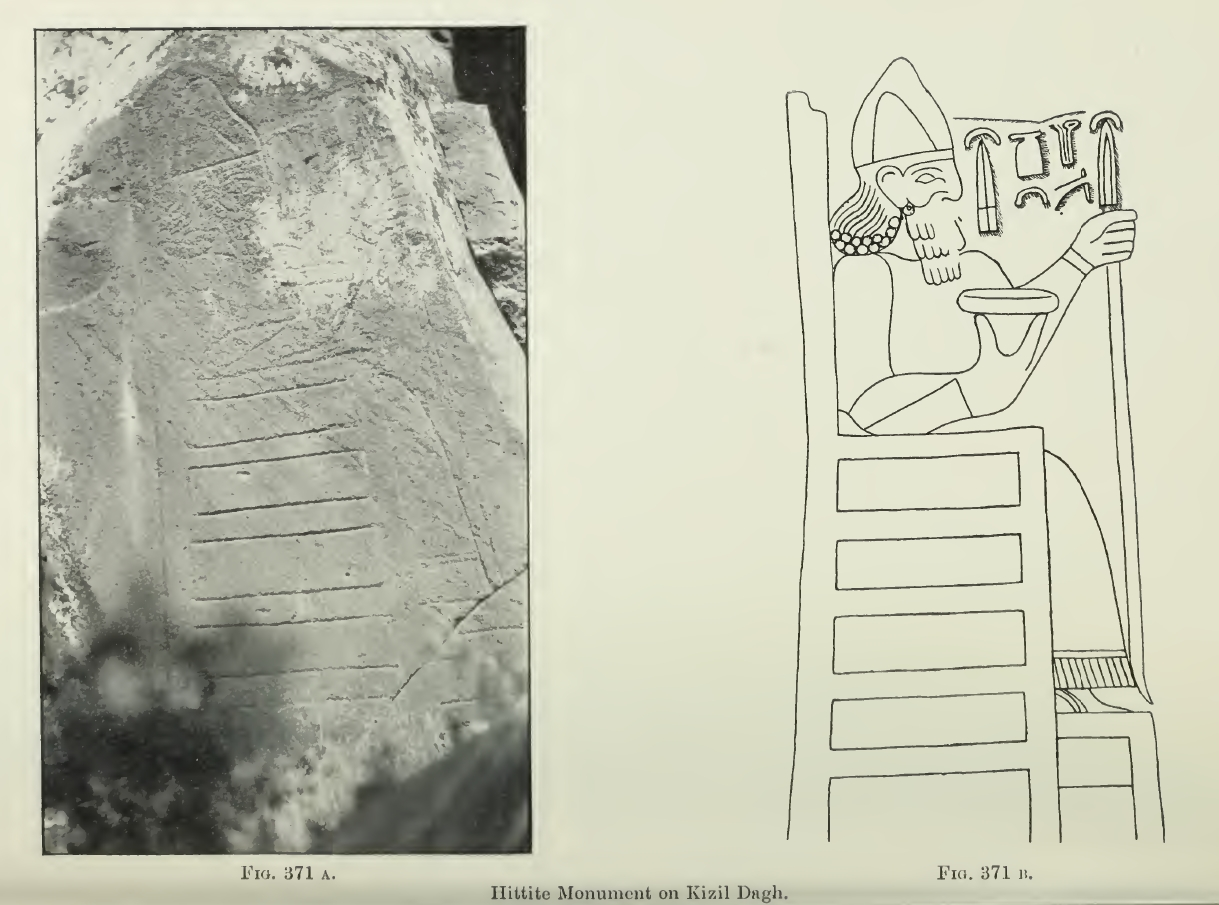
Felsrelief mit Inschrift 1 und Umzeichnung von Ramsay und Bell

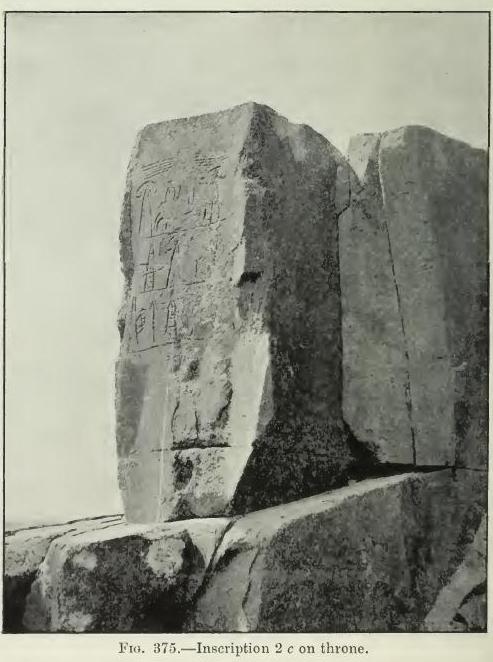
Inschrift 3, Photo Ramsay/Bell

### Felsnadel
Das Plateau an der Felsnadel bildet mit einem senkrecht darauf stehenden Felsen ein Gebilde, das, Ramsay folgend, allgemein als Thron bezeichnet wird. Die aufrechtstehende Lehne trägt nach Südwesten das Relief und die Inschrift Kızıldağ 1. Abgebildet ist eine auf einem Thron sitzende Gestalt, die nach rechts aufwärts in Richtung auf den später beschriebenen Altar blickt. Das etwa mannshohe Relief ist als Strichzeichnung ausgeführt, aber nicht geritzt, sondern mit feinen Meißelschlägen in den Stein geschlagen. Der Thron ist als Holzkonstruktion mit hoher Rückenlehne dargestellt, das Seitenteil weist vier gefüllte Fächer auf, darunter ein vermutlich offenes Fach. Die Füße ruhen auf einer Fußbank. Von hethitischen Herrschern der Großreichszeit sind – im Gegensatz zu assyrischen Darstellungen – keine Thronbilder bekannt, allerdings besteht große Ähnlichkeit mit einer Darstellung auf dem Orthostaten SVr 3 am Karatepe. Auch das ab dem 9. Jahrhundert v. Chr. bekannte Hieroglyphenzeichen für Thron, Sitz  (THRONUS) ist mit der Abbildung vergleichbar. Der König trägt eine hohe Kopfbedeckung, die einer Tiara ähnelt. Das Gesicht ist bärtig, unter der Mütze tritt an der Stirn und im Nacken das Haar hervor, das hinten zusammengebunden ist. Sowohl Haar- als auch Barttracht zeigen assyrische Einflüsse. Gleiches gilt für das lange Gewand, dessen unterer Rand mit Fransen besetzt ist. Die rechte, auf der Seitenlehne ruhende Hand hält eine flache Trinkschale, die linke ist vorgestreckt und hält einen Herrscherstab.
Vor dem Haupt ist die Inschrift als Hochrelief ausgearbeitet. Sie ist 0,28 Meter hoch und 0,33 Meter breit und nennt den Namen des Abgebildeten Hartapu (Ḫa-ta-pu-sa) mit dem beidseitigen Zeichen für Großkönig  (MAGNUS.REX), allerdings ohne die darüber liegende Flügelsonne.
Vom Südende der Plattform sind große Teile weggebrochen, vermutlich verursacht durch Sprengungen von Schatzsuchern. Dort befanden sich die Inschriften Kızıldağ 2 und 3. Inschrift 2 war flach auf der Oberfläche angebracht, Inschrift 3 senkrecht auf der südlichen, 2,50 Meter hohen Stirnseite des Plateaus. Kızıldağ 2 besteht wie Kızıldağ 1 aus dem Namen und dem Titel des Großkönigs, hier von einer Flügelsonne überwölbt. Darüber finden sich wenige Zeichen, die nicht alle klar lesbar sind. Es wird der Wettergott Tarhunza erwähnt, wahrscheinlich handelt es sich um eine Widmung an diesen. Die Inschrift liegt heute kopfüber im abfallenden Gelände. Kızıldağ 3, die längste der drei Schriften, ist 0,80 Meter breit und 1,40 Meter hoch. Sie hat als einzige einen erzählenden Teil und enthält neben Name, Titulatur und Widmung die Abstammung Hartapus:
Dem Tarhunza.

Die Majestät, Hartapu, Großkönig.

(2) Mursilis, des Großkönigs, des Helden

(3) Sohn: Die Stadt hier hat er erbaut.
Lange Zeit wurde in der Forschung allgemein davon ausgegangen, dass es sich bei dem Vater um Muršili III. handelt, was Hartapu ins frühe 12. Jahrhundert v. Chr. datieren würde. Seit der Entdeckung der Stele von Türkmen-Karahöyük, einer weiteren Inschrift Hartapus, wird er dagegen ins 8. Jahrhundert v. Chr. datiert. Die Inschrift ist heute verloren, möglicherweise liegen Fragmente davon im Schutt des Abhangs. Beide Inschriften sind wie das Relief mit sauberen Meißelschlägen eingraviert.

### Stufenaltar

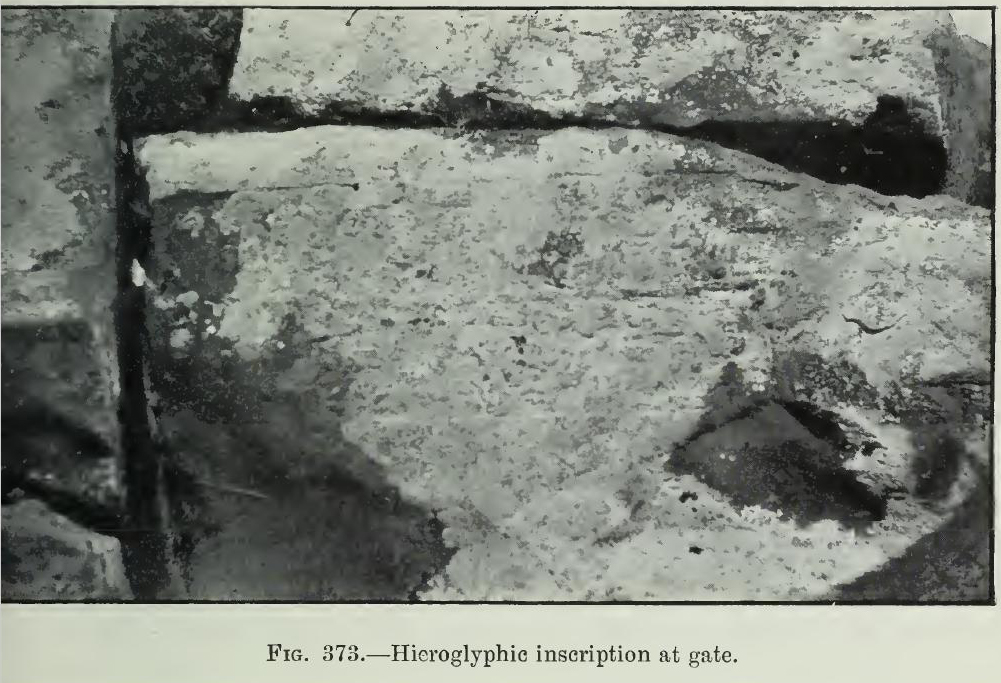
Inschrift 4

Etwa 150 Meter südöstlich der Felsnadel liegt am Hang des Gipfelplateaus der sogenannte Stufenalter. Vom Südende der Plattform des Reliefs besteht Sichtverbindung zum Altar und der Inschrift Kızıldağ 4. Die Struktur besteht aus drei Teilen. In der Mitte liegen mehrere in den Fels gearbeitete Stufen, links davon ein 1,20 Meter hoher, in Form eines Sitzes bearbeiteter Steinblock und rechts der Stein mit der Inschrift. Der Entdecker Ramsay hielt die Stufen für den Beginn eines Aufgangs zu einer darüber vermuteten Festung. Ähnlich interpretierte Güterbock das Bauwerk. Gonnet dagegen deutet die Anlage als Kultaltar, worin ihr Ehringhaus beipflichtet. Eine keilschriftliche Liturgieanweisung aus hethitischer Zeit beschreibt derartige Kultstätten, wobei die Stufen ebenso wie der Sitz als Ablagefläche für Opfergaben in Form von Brot und Fleisch dienten. Dazu passen Schalen auf einem weiteren Felsblock, die wohl zur Libation genutzt wurden. Dieser Block lag auf dem Inschriftenstein, ist heute herabgefallen, aber in Teilen noch im Geröll erhalten. Ähnliche Altäre sind aus phrygischer Zeit bekannt, aber auch die Stufen vor den Götterreliefs im Heiligtum von Yazılıkaya hatten diese Funktion.
Die zweizeilige Inschrift Kızıldağ 4 ist wiederum im Hochrelief ausgeführt, die Zeilen sind durch erhabene Zeilentrenner begrenzt. Die obere Zeile enthält, ungewöhnlicherweise zentriert, die bekannte Namenskartusche Hartapus mit Titulatur und Abstammung. In der unteren Zeile gibt der Ersteller eine Beschreibung von Feldzügen, bei denen der König verschiedene, ungenannte Länder eroberte sowie „für immer“ das Land Maša. Da dieses vermutlich im Nordwesten Anatoliens, östlich von Wiluša, lag, gibt diese Aussage Auskunft über die Ausdehnung von Hartapus Reich.
Auf dem Gipfelplateau des Berges sind Reste einer umgebenden, in Polygonaltechnik errichteten Ringmauer zu sehen. Auch weiter abwärts sind Mauerreste erkennbar, die aber auch älteren Datums sein können. Wegen bisher fehlender archäologischer Untersuchungen sind Aussagen über ihre Funktion spekulativ, es ist möglich, dass sie zu der in Inschrift 3 erwähnten Stadt gehören. Die gelegentlich geäußerte Vermutung, dass hier oder am flachen Südhang des Berges der Standort der gesuchten Stadt Tarḫuntašša war, in die Muwattalli II. im 13. Jahrhundert v. Chr. die Hauptstadt des Hethiterreiches verlegt hat, ist allerdings schon wegen der geringen Größe des Areals äußerst unwahrscheinlich.
Sowohl von der Plattform beim Relief als auch vom Stufenaltar besteht Sichtverbindung zum Mahalıç Tepesi im Karadağ-Massiv mit der dortigen Kultanlage.

### Stele
Piero Meriggi berichtet von dem Fund einer Stele im östlichen Bereich des Kızıldağ 1963. Auf der liegenden, oben gerundeten Stele waren nur wenige Zeichen erkennbar, der Rest der Oberfläche war verwittert. Hawkins liest dort Mursi[lis], Großkönig, Held. Seither sind keine weiteren Sichtungen der Stele bekannt.

## Datierung
Die zeitliche Einordnung von Relief und Inschriften ist problematisch. Beim Relief weist der deutliche assyrische Einfluss auf ein spätes Entstehungsdatum im 8. Jahrhundert v. Chr. Gonnet und andere sehen in den Formen des Stufenaltars und der Opferbänke Hinweise auf eine frühere Datierung vor dem 10. Jahrhundert. Nach Hawkins wiederum zeigt die Schrift rein archaische Merkmale und keine Anteile von neuerer Schrifttradition, wonach die Texte ans Ende des Großreichs im frühen 12. Jahrhundert zu datieren wären. Auch wurde vorgeschlagen, dass das Bildnis von Wasusarma (8. Jahrhunderts v. Chr.), dem letzten König von Tabal stammt, der seinem frühen Vorgänger eine Huldigung erweisen wollte, wogegen die Schriften unter Hartapu (wahrscheinlich 12. Jahrhundert v. Chr.) selbst entstanden sind. Ehringhaus dagegen weist darauf hin, dass das rechte Großkönigszeichen von Inschrift 1 deutlich kleiner ist als das linke, da es sonst mit dem Herrscherstab kollidieren würde. Dies sieht er als starken Beleg dafür, dass das Relief älter ist als die Inschrift. Seit der Entdeckung der Stele von Türkmen-Karahöyük, einer weiteren Inschrift Hartapus, wird Hartapu nun ins 8. Jahrhundert v. Chr. datiert.